# Лотос (масонская ложа)
Лотос — список масонских лож, ныне действующих или ранее закрытых в России и во Франции.

## Ложа «Лотос» № 638 ВЛФ
Ложа была основана 18 ноября 1932 года. Инсталляция прошла 3 марта 1933 года. Работала по Древнему и принятому шотландскому уставу под эгидой Великой ложи Франции под № 638. До войны проводила собрания в русском масонском доме на улице Иветт каждую первую и третью пятницу месяца. С 1935 собрания также проходили на квартирах членов ложи и в русских ресторанах «Киев» и «Московские колокола». После войны собиралась на улице Пюто, д. 8. 12 февраля 1976 года присоединилась к объединенной русской ложе Астрея-Юпитер. В 1979 году была закрыта декретом великого мастера ВЛФ вместе со всеми русскими ложами. Численность ложи за 44 года составила 89 масонов.

## Ложа «Лотос» ВНЛФ
Ложа «Лотос» была основана 12 октября 1993 года в Москве.

## Ложа «Лотос» № 2 ВЛР
24 июня 1995 года в Москве прошла учредительная ассамблея Великой ложи России. Учредителями Великой ложи России выступили Великая национальная ложа Франции и четыре ложи ранее созданные ею на территории России. После учреждения все ложи вошли в состав Великой ложи России и получили новые реестровые номера. Ложа «Лотос» получила № 2.
В 2010 году ложа «Лотос» № 2 была объединена с ложей «Братская любовь» № 10, и теперь носит название «Лотос-Братская любовь» № 2/10. И в таком качестве продолжает свои труды под юрисдикцией Великой ложи России.

## Ложа «Лотос» ОВЛР
Весной 2001 года члены ложи «Лотос» № 2 вышли из ВЛР и создали 16 апреля 2001 года Русскую великую регулярную ложу. Учредительницей РВРЛ выступила ложа «Лотос».
В 2007 году из ВЛР вышла ещё одна группа членов ложи «Лотос» № 2, которая в июле 2007 года объединилась с членами РВРЛ. В 2008 году, 11 октября, на своей ассамблее, была создана Объединённая великая ложа России (ОВЛР), куда и вошла ложа «Лотос» под № 2.